# Wapen van Helmond
Het wapen van Helmond is op 12 maart 1924 bij Koninklijk Besluit aan de gemeente Helmond toegekend. Het wapen met de helm is een sprekend wapen en de helm is een symbool dat al in 1241 door de stad Helmond wordt gebruikt. Op een zegel uit 1356 zijn de vogel en de eikentakken als helmteken opgenomen. 

## Blazoen

### Wapen van 1817
De beschrijving van het wapen luidt: 
Zijnde van lazuur, beladen met eenen links en profil gelardeerden antieken helm, aimé van een vogeltje perché op een afgehouwen tak, met 2 beugels boven den helm bevestigd, alles van goud. Het schild gedekt met eene gouden kroon van 5 fleurons.
Het wapen is door het ontbreken van informatie omtrent de kleuren van het wapen bij de aanvraag ervan, verleend in rijkskleuren: azuur (blauw) met gouden (gele) stukken.

### Wapen van 1924
De beschrijving van het wapen luidt: 
In keel een omgewende tournooihelm met als helmteken drie eiketakjes en een vogeltje op het middelste daarvan, alles van zilver; het schild gedekt met een vijfbladerige kroon van goud.
Het wapen bestaat uit een rood schild, met daarop een naar links kijkende helm en drie eikentakjes. Op het middelste takje zit een vogeltje. De helm, takjes en de vogel zijn allen van zilver.
De helm die op het wapen staat afgebeeld is een zogenaamde tournooihelm. Voor 1600 werd op afbeeldingen van het het wapen van Helmond een pothelm gebruikt. Het schild is sinds 1817 gedekt met een vijfbladerige kroon. Het wapen werd toen toegekend in de rijkskleuren: blauw schild met gouden voorstelling. Het huidige wapen dateert uit 1924 toen het op basis van de aanwijzingen van de toenmalige rijksarchivaris werd verbeterd en per Koninklijk Besluit werd toegekend.
N.B.:
- De heraldische kleuren zijn keel (rood) en zilver (wit)
- In de heraldiek zijn links en rechts gezien van achter het schild; voor de toeschouwer zijn de termen links en rechts dus verwisseld.